# Märzenberg

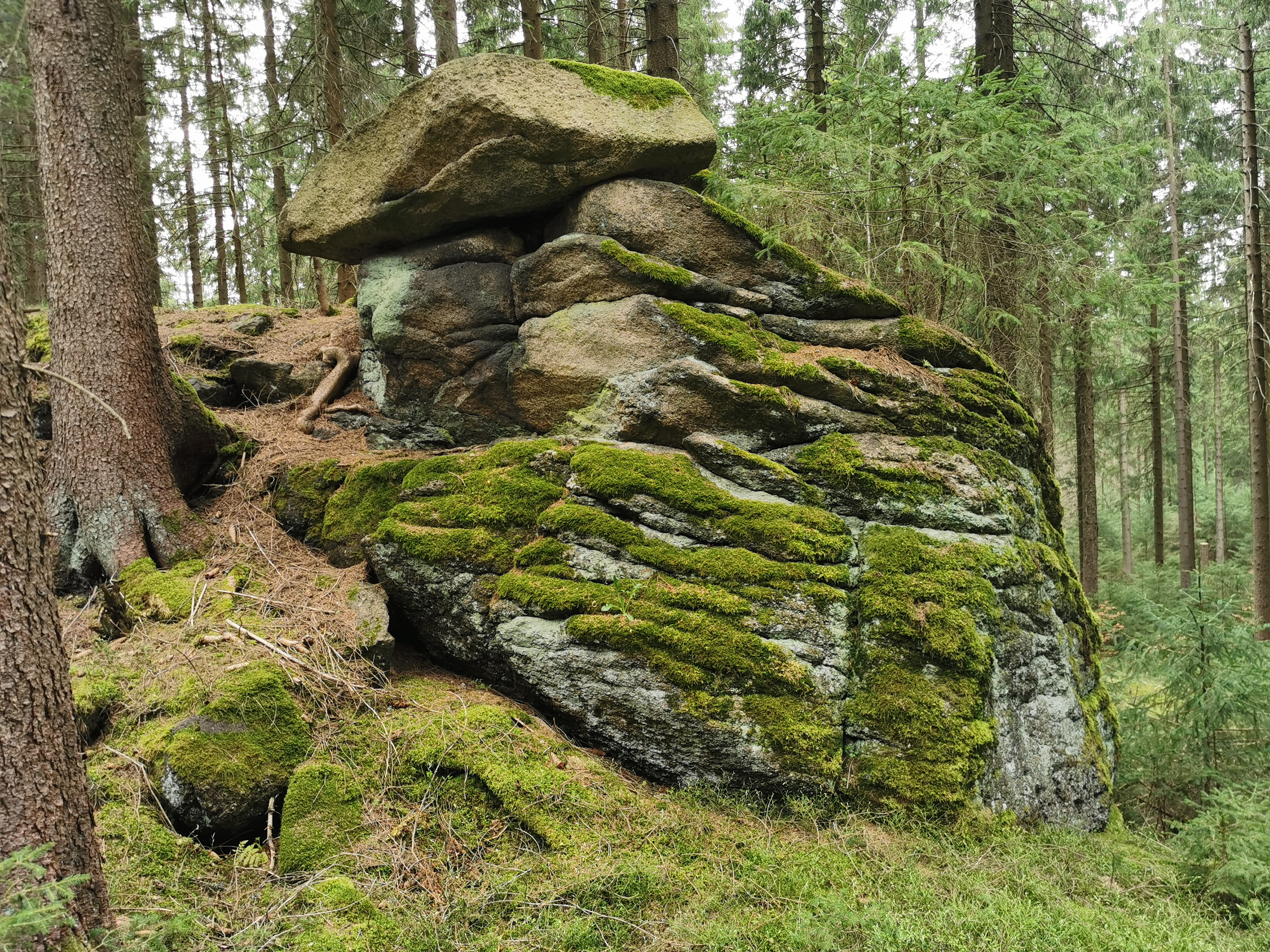
Felsformation am Hinteren Märzenberg bei Erlabrunn (Erzgebirge)

Märzenberg ist der Name zweier Berge im sächsischen Erzgebirge. Sie liegen westlich der beiden Breitenbrunner Ortsteile Steinheidel und Erlabrunn und nach der Naturraumkarte von Sachsen in der Mesogeochore „Abdachung am Schwarzwasser“. Der Vordere Märzenberg hat eine Höhe von 805 m und der Hintere Märzenberg ist 822 m hoch.

## Lage und Umgebung
Unmittelbar nordöstlich des Hinteren Märzenberges liegt am Waldrand das Krankenhaus Erlabrunn. Beide Berggipfel sind bewaldet und nicht durch Wege erschlossen.
Unweit von den beiden Märzenbergen entfernt verläuft der sogenannte Rothgrubner Zug, eine Eisenerzlagerstätte, die bis in das 19. Jahrhundert durch mehrere Eisensteingruben in der Umgebung des Eselsberges abgebaut wurde. Ein Bergbaulehrpfad am Hinteren Märzenberg erinnert an den Abbau von Eisenerz in diesem Bereich.
In Erlabrunn trägt eine Straße die Bezeichnung Am Märzenberg.